# OpenDarwin
OpenDarwin 是一種自由、多重平台以XNU為內核的類Unix系統，其XNU內核採用BSD 和Mach 3.0 基礎。它有 PowerPC 和 IA-32 架構的版本，最後的版本是 8.0.1。
在2002年4月成立，OpenDarwin 專案的目標，是建立一個獨立的 Darwin 作業系統分支，增加蘋果的開發者和 開放原始碼 社群的合作。蘋果電腦 可從該專案獲得好處，因為 OpenDarwin 的發展也經常合併到 Darwin 的釋出；而開放原始碼設群也可得到好處，因為他們對於它所擁有的作業系統可獲得完整的控制。
OpenDarwin 的吉祥物是 鴨嘴獸 Hexley。
在多重原因影響下，該項目已經於2006年7月终止。2007年另一個PureDarwin專案成立去接手OpenDarwin之前的目標。

## 外部連結
- OpenDarwin 社群開發網站*DarwinPorts 專案
- OpenDarwin 的 Bugzillla 資料庫（页面存档备份，存于）
- Hexley, Darwin 吉祥物（页面存档备份，存于）
- irc.freenode.net #opendarwin
- PureDarwin（页面存档备份，存于）